# دره اجقو
دره اجقو یک روستا در ایران است که در دهستان باقران واقع شده‌است.